# Peangon-Nonsur
Peangon-Nonsur es el nombre de una variedad cultivar de manzano (Malus domestica) Está cultivada en la colección del Banco de Germoplasma del manzano de la Universidad Pública de Navarra con el Nº BGM201; ejemplares procedentes de esquejes localizados en Echauri (merindad de Pamplona, Navarra).

## Sinónimos
- "Manzana Peangon-Nonsur",[7]
- "Peangon-Nonsur Sagarra",[8][9][10][11][12]

## Características
El manzano de la variedad 'Peangon-Nonsur' tiene un vigor alto. El árbol tiene tamaño medio y porte semi erecto, con tendencia a ramificar media, con hábitos de fructificación en ramos largos; ramos con pubescencia débil; ramos con presencia de lenticelas escasas; grosor de los ramos medio; longitud de los entrenudos media.
Tamaño de las flores medias, disposición de los pétalos libres entre sí; color de la flor cerrada rosa amarillento; color de la flor abierta blanco; longitud del estilo / estambre más cortos; punto de soldadura del estilo cerca de la base; época de floración media, con una duración de la floración media. Incompatibilidad de alelos S2 S9.
Las hojas tienen una longitud del limbo de tamaño medio, con color verde, pubescencia presente, con la superficie poco brillante. Forma del limbo es lanceolado, forma del ápice apicular, forma de los dientes ondulados, y la forma de la base del limbo redondeado. Plegamiento del limbo plegado con porte horizontal; estípulas foliáceas; longitud del pecíolo medio.
La variedad de manzana 'Peangon-Nonsur' tiene un fruto de tamaño grande, de forma globoso cónica ancha; con color de fondo verde amarillento, con sobre color de importancia importante, color del sobre color rojo, reparto del sobre color en estrías, y una sensibilidad al "russeting" (pardeamiento áspero superficial que presentan algunas variedades) débil; con una elevación del pedúnculo que sobresale mucho, grosor de pedúnculo fino, longitud del pedúnculo medio, anchura de la cavidad peduncular es grande, profundidad cavidad pedúncular grande, importancia del "russeting" en cavidad peduncular fuerte; profundidad de la cavidad calicina es grande, anchura de la cavidad calicina es grande, importancia del "russeting" en cavidad calicina es débil; apertura de los lóbulos carpelares están abiertos; apertura del ojo abierto; color de la carne verdosa; acidez media, azúcar medio, y firmeza de la carne media.
Época de maduración y recolección temprana. Se trata de una variedad productiva. Se usa como manzana de sidra.

## Susceptibilidades
- Oidio: ataque fuerte
- Moteado: ataque débil
- Fuego bacteriano: ataque medio
- Carpocapsa: ataque medio
- Pulgón verde: ataque medio
- Araña roja: ataque débil[4][15]